# Zonisamid

Strukturformel för zonisamid.

Zonisamid är ett antiepileptikum (ett läkemedel mot epilepsi) som tillhör gruppen sulfonamider. Det är den aktiva substansen i läkemedlen Excegran och Zonegran. De vanligaste bieffekterna är trötthet, förlorad aptit, yrsel, huvudvärk och illamående. Andra möjliga biverkningar inkluderar viktnedgång, förändrat smaksinne, diarré, förstoppning, halsbränna, muntorrhet, yrsel, förvirring, irritabilitet, sömnstörningar, minnesstörningar, okontrollerade ögonrörelser och dubbelseende. Läkemedlet verkar genom att minska onormal elektrisk aktivitet i hjärnan.